# First Take
First Take (Primer toma en Español) es el álbum debut de la pianista y cantante estadounidense de soul Roberta Flack, lanzado en junio de 1969 por Atlantic.
En el 2020 el álbum fue incluido en la lista de los 500 mejores álbumes de todos los tiempos de la revista Rolling Stone ocupando el puesto 451.